# Aloja (mitología)

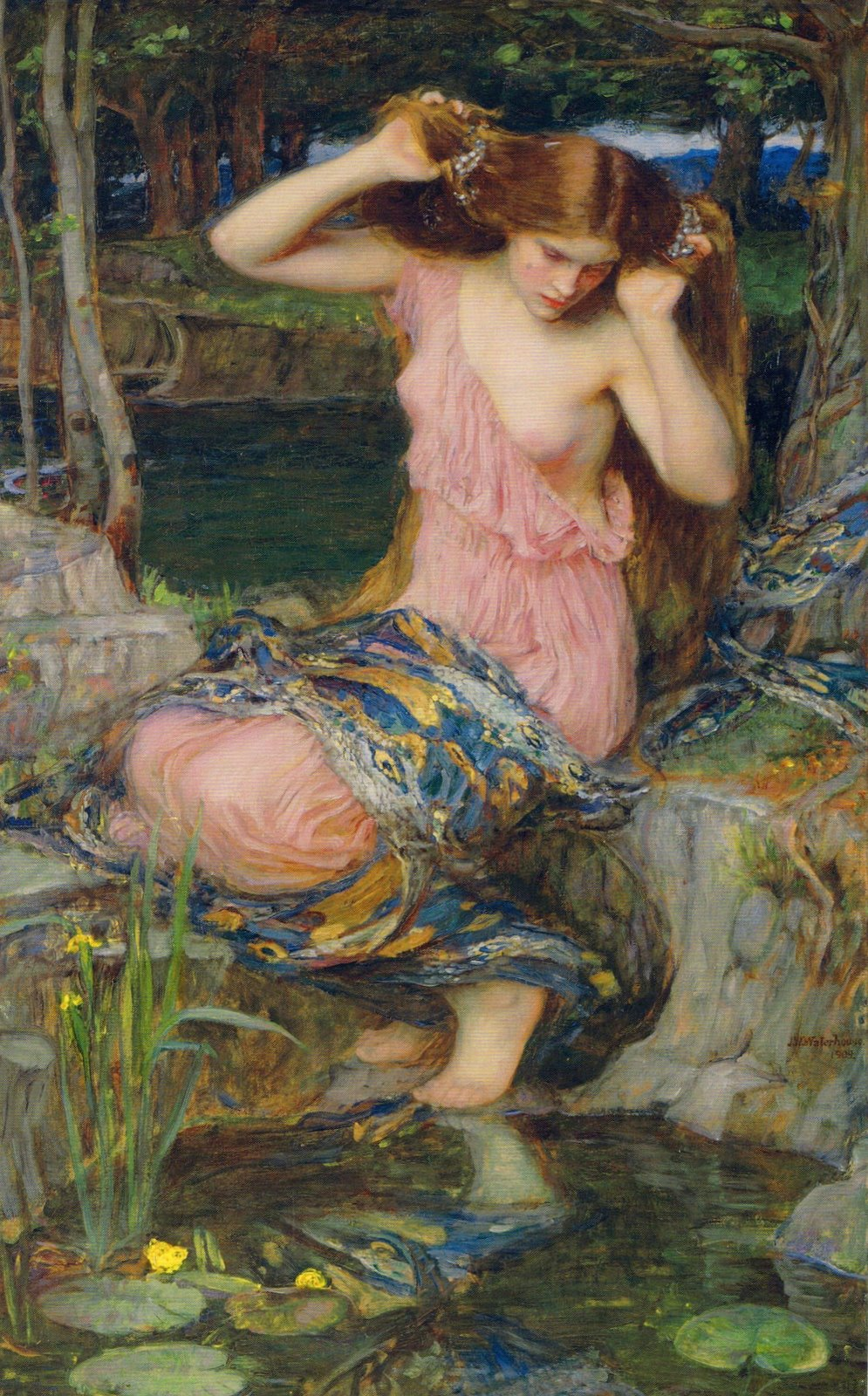
Ninfa de John William Waterhouse

Una aloja, [aloʒa] —también conocida como goja (pronúnciese en castellano como [goʒa] 'goya' o 'goia') y como doncella del agua (en catalán dona d'aigua)— es un ser femenino de la mitología catalana. Son genios que favorecen los nacimientos y la fertilidad, dadoras de vida y regeneradoras constantes de la naturaleza. Son en general benévolas, aunque debe tenerse prudencia si uno se las encuentra. Son una adaptación local de las ninfas como representaciones de las fuerzas (femeninas) de la naturaleza.

## Etimología
La palabra «goja» (cat. pl. «goges») podría venir del catalán antiguo o tal vez del occitano, con el significado de 'doncella joven', 'muchacha', 'niña'; similar a la latina «puella». De la misma etimología que «gojat», «gojata», 'mozo' y 'moza', respectivamente.

## Hábitat y aspecto
Habitan siempre cerca de aguas gélidas y azules: los estanques del Pirineo, torrentes y saltos de agua, fuentes de los bosques, pozas, manantiales, grutas húmedas, y corrientes y lagos subterráneos. 
Toman la forma de bellísimas doncellas de ojos azules o verde esmeralda, de largas cabelleras doradas o cobrizas fulgurantes bajo los rayos del sol o a la luz de la luna, destrenzadas, que les descienden hasta los pies. Algunas versiones les atribuyen alas, como las de las mariposas o las libélulas. Suelen ir desnudas o vestidas con tules transparentes, volátiles o atrapados en las hermosas formas de sus cuerpos, aunque a veces visten túnicas muy blancas o de un tono dorado. Son parecidas a las mujeres, aunque su naturaleza es menos corpórea, más leve: pueden aparecer y desaparecer de la vista como por ensalmo. Tienen aspecto de eterna juventud, y no hay tiempo ni tara que las haga envejecer; sin embargo son mortales, aunque llegan a vivir más de mil años.
Las historias que hablan de sus apariciones suelen situarlas en grupos de varias, reunidas bajo una cascada peinándose con peines de oro las deslumbrantes cabelleras, que se les enredan con las ramillas de los árboles, los zarcillos de las plantas espinosas y las diminutas raíces de las hiedras. Unos las han espiado en pleno mediodía, otros al amanecer, con las primeras luces, surgiendo del agua como sombras resplandecientes.

## Costumbres
Salen en las noches de luna llena de las cuevas en las que se ocultan, y organizan bailes circulares al son de músicas suaves y cautivadoras. En ciertas ocasiones, en el dintel de alguna de las grutas en las que habitan, se ha filtrado una claridad proveniente de las entrañas de la tierra, como una aureola azul o rosada, y se han oído armonías extrañas; las alojas celebran espléndidas fiestas ciertas noches del año. En algunas historias se habla del tintineo de las copas de cristal purísimo, y del olor de manjares exquisitos.
Acostumbran a salir de noche a lavar su ropa a mano en el cauce de un torrente, para después tenderla bajo la luz de la luna, en claros del bosque, sobre la hierba de los prados o en las rocas. La tradición dice que el que consiga cogerles una de esas piezas de ropa tendrá suerte toda su vida y conseguirá todos sus deseos. Pero si le descubren en el intento, será convertido en piedra o encerrado en sus mansiones subterráneas hasta el fin de sus días. Pueden enamorarse de humanos, pero son extremadamente celosas y desconfiadas. Tan solo una vez al año, durante la noche de San Juan, pueden ser observadas por un ser humano sin que este corra el peligro de ser hechizado.
Debido a su longevidad el concepto humano del transcurrir del tiempo les es extraño; les cuesta mucho aprender y recordar los nombres de los días de la semana. Sin embargo, cuentan las noches y están siempre muy atentas a las fases de la luna, mostrándose más activas cuando hay luna llena. En sus palacios subterráneos, el tiempo transcurre a otro ritmo; alguien que pase una sola noche en su interior puede encontrarse al salir con que hayan transcurrido decenas o centenares de años en el mundo exterior.

## Relación con los seres humanos
La interacción con los seres humanos acostumbra a ser favorable, pero siempre es perturbadora. Por ejemplo, acostumbran a velar por los recién nacidos, a los que eligen con el fin de convertirlos en héroes para su pueblo, pero en no pocas ocasiones esa educación no es precisamente discreta, sino que los secuestran y se los llevan para "educarlos mejor". Tienen poderes que les permiten curar enfermedades, pero también causarlas, así como ahogar y desorientar.
Por amor a un ser humano pueden atraerlo irresistiblemente, hasta el punto de hacerle perder su propia personalidad, seduciéndolo hasta causarle la locura y convirtiéndolo, involuntariamente para la misma aloja, en un títere bajo su completo control. Es relativamente normal que se emparejen con seres humanos, sin embargo no parece que tales uniones puedan tener descendencia. Abundan los cuentos en los que un hombre es casado (conociéndolo y a sabiendas o no) con una mujer de agua que convive con ella felizmente durante años, bajo el compromiso de respetar un cierto tabú (entrar en cierta habitación, seguirla una noche de luna llena...). El día en que el marido voluntariamente o por descuido rompe el tabú, la aloja desaparece de su vida.